# Технически университет – София
Техническият университет в София е държавно висше техническо училище, най-голямото в България с филиали в Пловдив и Сливен.
В продължение на десетилетия Техническият университет подготвя инженерни кадри в областта на машиностроенето, енергетиката, електротехниката, електрониката, транспорта и съобщенията.

## История
Техническият университет в София е основан на 15 декември 1945 г. като Машинно-технологичен факултет (МТФ) към Висшето техническо училище с три отдела – машинно инженерство, електроинженерство и индустриална химия. През 1950 г. се открива отдел минно инженерство и инженерна геология.
През 1953 г. Машинно-технологичният факултет се отделя от Държавната политехника като самостоятелен висш технически институт под името Машинно-електротехнически институт (МЕИ). За негов първи ректор е избран проф. Саздо Иванов.
Първоначално към МЕИ са създадени Машиностроителен факултет с 14 специалности и Електротехнически факултет с 6 специалност. През 1960 г. е открит Факултет по транспорта и съобщенията. На 18 юни 1963 г. института се разделя на пет отделни факултета – машинно-технологически, енергомашиностроителен, транспортен, електротехнически и Факултет по радиоелектроника. През 1973 г. се откриват още два факултета – машиностроителен и автоматика.
През 1953 г. се въвежда задочно обучение, а през 1971 г. – вечерно. През 1969 г. е въведена следдипломна квалификация.
Между 1967 и 1995 г. носи името на Ленин като Висш машинно-електротехнически институт „В. И. Ленин“, по случай 50-ата годишнина от Октомврийската революция (1917).
В периода 1975 – 1976 г. във ВМЕИ има 23 специалности, 13 526 студенти (от тях 199 чужденци от 40 страни) и 1435 преподаватели. Срока на обучение е 4 1/2 години (редовно) и 5 1/2 години (задочно). До 1976 г. ВМЕИ са завършили 30 000 специалисти (от тях 360 чужденци от 23 страни).
Филиалът на университета в Пловдив, създаден през 1986 г., включва 2 факултета – Факултет по електроника и автоматика и Факултет по машиностроене и уредостроене. През 1986 г. е открит Инженерно-педагогическият факултет в Сливен.
Структурата на университета включва 2 колежа, които са на оперативно ръководство от университетските бази в София и Сливен. Педагогическият колеж „Св. Иван Рилски“ в Дупница е закрит през 2006 г., а Техническият колеж „Джон Атанасов“ в Пловдив – през 2010 г.
През 1991 г. е открит Факултет по мениджмънт.

### Университет
С решение на XXXVII народно събрание от 21 юли 1995 г. се преобразува в университет и се преименува на Технически университет – София.
От 1990 г. в Техническият университет – за първи път във висшето образование в България, започва обучение изцяло на чужд език с откриването на Факултет за германско инженерно обучение и промишлен мениджмънт, съгласно междуправителствена спогодба с Германия. Между 1992 и 1993 г. се полага началото съответно и на днешните факултети за обучение на английски и на френски език – Факултет за английско инженерно обучение и Факултет за френско обучение по електроинженерство.
Техническият университет осъществява методично и учебно ръководство на 2 средни технически училища – в София и Правец.
През цялата история на Техническия университет в него са получили дипломи за висше образование над 80 000 инженери, икономисти, математици. Понастоящем в него се обучават над 14 000 студенти, докторанти, специализанти, ученици, включително около 1000 чужденци. Общо преподавателите и изследователите надхвърлят 1000 души, от които над 400 са хабилитирани.
През 2022 – 2023 г. в Техническият университет има 39 специалност, 4657 студенти (от тях 169 чужденци от 13 страни) и 1586 преподаватели. Срока на обучение и в двете форми е 4 години.

### Ректори
| №   | име                      | мандат                |
| --- | ------------------------ | --------------------- |
| 1.  | проф. Саздо Иванов       | (1953 – 1960)         |
| 2.  | проф. Яким Якимов        | (1960 – 1962)         |
| 3.  | проф. Иван Попов         | (1962 – 1962)         |
| 4.  | проф. Георги Брадистилов | (1962 – 1966)         |
| 1.  | проф. Георги Брадистилов | (1962 – 1966)         |
| 2.  | проф. Ангел Балевски     | (1966 – 1968)         |
| 3.  | проф. Ангел Балевски     | (1967 – 1968)         |
| 4.  | проф. Николай Наплатанов | (1968 – 1970)         |
| 5.  | проф. Владимир Дивизиев  | (1970 – 1972)         |
| 6.  | проф. Никола Тодориев    | (1972 – 1973)         |
| 7.  | проф. Цанко Цанков       | (1973 – 1976)         |
| 8.  | проф. Начо Начев         | (1976 – 1983)         |
| 9.  | проф. Димитър Бучков     | (1983 – 1986)         |
| 10. | проф. Людмил Даковски    | (1986 – 1989)         |
| 11. | проф. Димитър Бучков     | (1989 – 1992)         |
| 12. | проф. Димитър Димитров   | (1992 – 1999)         |
| 1.  | проф. Димитър Димитров   | (1992 – 1999)         |
| 2.  | проф. Венелин Живков     | (1999 – 2005)         |
| 3.  | проф. Камен Веселинов    | (2005 – 2011)         |
| 4.  | проф. Марин Христов      | (2011 – 2014)         |
| 5.  | проф. Георги Михов       | (2014 – 2019)         |
| 6.  | проф. Иван Кралов        | (2019 – 2025)         |
| 7.  | проф. д-р Георги Венков  | (от 2025 – настоящем) |

## Учебна структура
В учебната си структура Техническият университет включва общо 17 факултета и 4 департамента, 3 висши колежа и 2 средни училища, разпределени както следва:
- 14 факултета и 3 департамента в София, филиал в Пловдив с 2 факултета (Факултет по електроника и автоматика, Факултет по машиностроене и уредостроене);
- Инженерно-педагогически факултет и колеж в Сливен с един департамент, Колеж по енергетика и електроника в София (с бази в Ботевград и Козлодуй);
- 2 средни училища – Технологично училище „Електронни системи“ в София и Национална професионална гимназия по компютърни технологии и системи в Правец.

### Факултети
- Факултети на Техническия университет – София
- Факултет по автоматика
(2-ри блок)
- Електротехнически факултет
(12-и блок)
- Енергомашиностроителен факултет
(4-ти блок)
- Факултет по индустриални технологии
(3-ти блок)
- Машиностроителен факултет
(4-ти блок)
- Факултет по електронна техника и технологии
(1-ви блок)
- Факултет по телекомуникации
(1-ви блок)
- Факултет по компютърни системи и технологии
(1-ви блок)
- Факултет по транспорта
(9-и блок)
- Стопански факултет
(3-ти блок)
- Факултет по приложна математика и информатика
(2-ри блок)
- Факултет за германско инженерно обучение и промишлен мениджмънт
(10-и блок)
- Факултет за английско инженерно обучение
(2-ри блок)
- Факултет за френско обучение по електроинженерство
(2-ри блок)

### Колежи
- Колеж по енергетика и електроника, София
- Колеж, Сливен

### Средни училища
- Технологическо училище „Електронни системи“, София
- Професионална гимназия по компютърни технологии и системи, Правец

### Други звена
- Департамент за чуждоезиково обучение и приложна лингвистика, София
- Департамент по физическо възпитание и спорт, София
- Департамент за квалификация и професионално развитие на учители, София
- Център за дистанционно обучение, Пловдив
- Център за обучение на специализанти, Пловдив
- Център за развитие и квалификация, Сливен
- Център за развитие и квалификация, София

## Научна структура
Научно-приложната дейност е организирана в следните звена:
- Научноизследователски сектор – с 15 научноизследователски и 20 научно-приложни лаборатории
- 4 малки предприятия – ЕФТОМ-ЙОН, ЕФТОМ-ХИМ, МОД-МАН, МУСАТ, ЕМНМ
- Учебно-експериментално предприятие (Учебен завод) – с 4 обособени производствени звена

## Библиотека
През 1976 г. библиотеката разполага с книжен фонд около 87 000 тома. Към 2024 г. в библиотеката има над 130 000 тома научна и образователна литература в областта на инженерните и стопански науки.
Осигурени са 216 работни места, от които 126 са компютъризирани, както и достъп до съвременни CAD, CAM, CAE и други системи за проектиране, симулация и моделиране и достъп до електронните ресурси на ScienceDirect, SpringerLink, EmeraldEngineering, EBSCOhost, както и цитатните бази данни Scopus.
В библиотеката има информационен център на Българския институт за стандартизация, откъдето могат да се четат стандарти, покриващи множество инженерни, стопански и други области.

## Известни преподаватели и възпитаници

### Доктор Хонорис кауза
- Йорг Шенк, съветник на посланик в посолството на Германия

### Преподаватели
- Атанас Шишков, български инженер, автор на техническа литература
- Борис Боровски, български учен, член-кореспондент на БАН, дългогодишен ръководител на катедра „Изчислителна техника“
- Владимир Дивизиев, български учен, бивш ректор на ВМЕИ, член-кореспондент на БАН
- Георги Михов, български учен-изобретател, бивш ректор на ВМЕИ, член-кореспондент на БАН
- Гриша Филипов, български икономист, министър-председател на България
- Димитър Бучков, български учен, бивш ректор на ВМЕИ
- Иван Попов, български инженер, бивш ректор на ВМЕИ
- Людмил Даковски, български учен, бивш ректор на ВМЕИ
- Начо Начев, български инженер, бивш ректор на ВМЕИ
- Никола Тодориев, български учен, бивш ректор на ВМЕИ, член-кореспондент на БАН
- Николай Наплатанов, български инженер, бивш ректор на ВМЕИ, член-кореспондент на БАН
- Стефан Воденичаров, учен и академик на БАН
- Цанко Цанков, български инженер, бивш ректор на ВМЕИ

### Възпитаници
- Александър Божков, български политик
- Александър Вълчев, основател и дългогодишен директор на Националния политехнически музей
- Ангел Балевски, български инженер, политик и писател, академик на БАН
- Иван Вълчев, български алпинист
- Койчо Русев, български инженер, бивш председател на Националната транспортна камара
- Огнян Дойнов, български машинен инженер
- Петър Барбалов, генерал-майор на НРБ
- Петър Величков, български литературен историк
- Росен Плевнелиев, бивш президент на България
- Румен Антонов, български изобретател
- Цвета Караянчева, български машинен инженер, политик от ГЕРБ

## Галерия
- Инженерно-педагогическият факултет и Колежът в Сливен
- Сградата на библиотеката на Техническия университет – София
- Сградата на Електротехническия факултет на Техническия университет – София